# 岚谷乡
岚谷乡，是中华人民共和国福建省南平市武夷山市下辖的一个乡。该乡北部和西北与江西省五府山交界，东与浦城县相邻，南部及西南邻接吴屯乡。

## 行政区划
岚谷乡下辖以下地区：
岚谷村、稍屯村、岚头村、横墩村、客溪村、染溪村、黄尾村、山坳村、岭阳村、横源村、樟村、黎口村、后山村、古岩村和枫溪村。